# Шотландски боец (сериал)
„Шотландски боец“ (на английски: Highlander: The Series) е канадско-френски научнофантастичен сериал. Той е странична сюжетна линия към филмовата поредица със същото заглавие.
Главен персонаж е Дънкан Маклауд (в ролята Ейдриън Пол), който също е от шотландския клан Маклауд, подобно на главния персонаж от филма – Конър Маклауд (в ролята Кристоф Ламбер).
Ламбер участва само в първия епизод на сериала, за да се покаже връзката с филма и да има приемственост между персонажите. Освен това Конър Маклауд е споменат в няколко от епизодите в шестте сезона. Сериалът е заснет във Франция и Канада.
Действието се развива някъде около нас, където Безсмъртните водят битки помежду си за оцеляване. За да умре един безсмъртен и да бъде взета силата от него, трябва да бъде отрязана главата му. Накрая ще остане само един...
„Идващи от зората на времето, преминавайки тихо през вековете, те живеят своя таен живот...“
Както обикновените хора, всеки безсмъртен сам определя своето житейско верую. За Дънкан Маклауд това са справедливостта и добротата.
Самият актьор казва за своя герой: „Често съм се питал как ли бих се чувствал, ако бях безсмъртен. Щях ли да бъда различен? Струва ли си да се живее вечно? Някои хора наистина живеят пълноценно, други просто съществуват. Мисля, че идваме на този свят, за да научим нещо за себе си. Да се опитаме да облагородим душите си – ето за какво си струва да живеем. За съжаление в днешно време хората мислят единствено за материални блага, стремят се да подобрят живота си, но не и самите себе си. И сигурно така ще бъде вечно. Затова не искам да съм безсмъртен.“

## „Шотландски боец“ в България
В България първото излъчване на сериала е по Канал 1, като започва в края на 90-те години на 20 век. В дублажа участват Станислав Димитров и Владимир Пенев.
Последните епизоди на сериала са излъчени по друга телевизия.
На 4 май 2009 г. сериалът започва повторно излъчване по Диема, всеки делничен ден от 16:30, но с различен дублаж. Ролите се озвучават от артистите Ирина Маринова от първи до осми епизод, Христина Ибришимова от девети епизод, Георги Георгиев – Гого, Христо Узунов от първи до осми епизод, Силви Стоицов от девети до двайсет и втори, и Александър Митрев в първи сезон. По-късно Митрев е заместен от Владимир Пенев, а Стоицов – от Радослав Рачев. Второстепенните женски роли в някои епизоди се озвучават от Нина Гавазова, Елисавета Господинова и Виктория Буреш.

## Списък с епизоди

### Първи сезон
```
1. The Gathering Съборът 03.10.1992 
32:50

2. Innocent Man Един невинен човек 10.10.1992 
19:50

3. The Road Not Taken Другият път 17.10.1992 
26:47

4. Bad Day in Building A Лош ден в сграда А 24.10.1992 
34:10

5. Free Fall Свободно падане 31.10.1992 
23:45

6. Deadly Medicine Смъртоносно лекарство 07.11.1992 
10:59

7. Mountain Men Планински хълм 14.11.1992 
05:36

8. Revenge Is Sweet Отмъщението е сладко 21.11.1992 
08:49

9. The Sea Witch Морската вещица 05.12.1992 
28:50

10. Eyewitness Свидетелят 12.12.1992 
10:38
 
10:38

11. Family Tree Родословно дърво 19.12.1992 
15:49

12. See No Evil Виж страха 06.02.1993 
44:19

13. Band of Brothers Братя по съдба 13.02.1993 
42:33

14. For Evil's Sake В името на злото 20.02.1993 
03:02

15. For Tomorrow We Die За утрешния ден 27.02.1993 
30:34

16. The Beast Below Звяра в сърцето 06.03.1993 
06:50

17. Saving Grace Спасяването на Грейс 13.03.1993 
36:21

18. The Lady and the Tiger Дамата и тигърът 24.04.1993 
25:49

19. Avenging Angel Ангелът на отмъщението 01.05.1993 
44:14

20. Eye of the Beholder Свидетелят 08.05.1993 
46:26

21. Nowhere to Run Без изход 15.05.1993 
14:58

22. The Hunters Ловът 22.05.1993 
01:00
```

### Втори сезон
```
23 The Watchers Наблюдателите 27.09.1993 
01:09

24 Studies in Light Преоткриване 04.10.1993 
20:07

25 Turnabout Ренегат 11.10.1993 
41:27

26 The Darkness Мрак 18.10.1993 
29:46

27 An Eye for an Eye Око за око 25.10.1993 
39:25

28 The Zone Зоната 01.11.1993 
18:40

29 The Return of Amanda Завръщането на Аманда 08.11.1993 
43:36

30 Revenge of the Sword Омъщението на меча 15.11.1993 
Dustin Nguyen

31 Run For Your Life На живот и смърт 22.11.1993 
35:27

32 Epitaph for Tommy Епитафия за Томи 29.11.1993 
44:51

33 The Fighter Боксьорът 31 януари 1994 
44:46

34 Under Color of Authority Под знака на закона 07.02.1994 
41:49

35 Bless The Child Благослови детето 14.02.1994 
07:44

36 Unholy Alliance (Part of 2) Дяволски съюз Част първа 21.02.1994 
11:24

37 Unholy Alliance (Part 2 of 2) Дяволски съюз Част втора 28.02.1994 
44:25

38 The Vampire Вампирът 07.03.1994 
45:42

39 Warmonger Войнолюбецът 14.03.1994 
25:48

40 Pharaoh's Daughter Дъщерята на фараона 25.04.1994 
22:36

41 Legacy Завещанието 02.05.1994 
47:14

42 Prodigal Son Блудният син 09.05.1994 
47:07

43 Conterfeit (Part of 2) Заговорът Част първа 16.05.1994 
42:16

44 Conterfeit (Part 2 of 2) Заговорът Част втора 23.05.1994 
42:16
```

### Трети сезон
```
45 The Samurai Самураят 26.09.1994 
19:38

46 Line of Fire Под прицел 03.10.1994 
44:14

47 The Revolutionary Балканите 10.10.1994 
44:41

48 The Cross of St. Antoine Кръстът на Свети Антоан 17.10.1994 
41:56

49 Rite of Passage Ритуалът 24.10.1994 
42:02

50 Courage Смелост 31.10.1994 
19:00

51 The Lamb Хлапето 07.11.1994 
11:00

52 Obsession Мания 14.11.1994 
07:24

53 Shadows Сенки 21.11.1994 
09:59

54 Blackmail Шантаж 28.11.1994 
21:41

55 Vendetta Вендета 30 януари 1995 
38:27

56 They Also Serve И те се подченяват 06.02.1995 
44:46

57 Blind Faith Сляпа вяра 13.02.1995 
25:01

58 Song of the Executioner Песента на палача 20.02.1995 
03:30

59 Star-Crossed Клетникът 27.02.1995 
10:54

60 Methos Митос 06.03.1995 
44:30

61 Take Back the Night Разплата 24.04.1995 
06:49

62 Testimony Свидетелката 01.05.1995 
28:02

63 Mortal Sins Смъртни грехове 08.05.1995 
10:32

64 Reasonable Doubt Основателно съмнение 15.05.1995 
18:34

65 Finale (Part of 2) Краят Част първа 22.05.1995 
15:27

66 Finale (Part 2 of 2) Краят Част втора 29.05.1995 
15:57
```

### Четвърти сезон
```
67 Homeland Фалшификат 25.09.1995
68 Brothers in Arms Братя по оръжие 21.10.1995
69 The Innocent Невинен 09.10.1995
70 Leader of the Pack Водачът на глутницата 16.10.1995
71 Double Eagle Двата орела 23.10.1995
72 Reunion Срещата 30.10.1995
73 The Colonel Полковникът 06.11.1995
74 Reluctant Heroes Герой по неволя 13.11.1995
75 The Wrath of Kali Гневът на Кали 20.11.1995
76 Chivalry Кавалерство 27.11.1995
77 Timeless Безсмъртна 29 януари 1996
78 The Blitz Взрив 05.02.1996
79 Something Wicked Нещо странно 12.02.1996
80 Deliverance Избавление 19.02.1996
81 Promises Обещания 26.02.1996
82 Methuselah's Gift Камъкът на Метусела 28.04.1996
83 The Immortal Cimoli Безсмъртният Кимоли 29.04.1996
84 Through a Glass, Darkly Мрачни спомени 06.05.1996
85 Till Death Докато смъртта ни раздели 13.05.1996
86 Judgement Day Денят на Страшния съд 20.05.1996
```

### Пети сезон
```
87 One Minute to Midnight Една минута до полунощ 23.09.1996
88 Prophecy Пророчеството 30.09.1996
89 The End of Innocence
90 Manhunt
91 Glory Days
92 Dramatic License
93 Money No Object
94 Haunted
95 Little Tin God
96 The Messenger
97 The Valkyrie
98 Comes a Horseman
99 Revelation 6:8
100 The Ransom of Richard Redstone
101 Duende
102 The Stone of Scone
103 Double Jeopardy
104 Forgive Us Our Trespasses
105 The Modern Prometheus
106 Archangel
```

### Шести сезон
```
107 Avatar
108 Armageddon
109 Sins of the Father
110 Diplomatic Immunity
111 Patient Number 7
112 Black Tower
113 Unusual Suspects
114 Justice
115 Deadly Exposure
116 Two of Hearts
117 Indiscretions
118 To Be
119 Not To Be
```